# سبط مهدب
السبط المهدب أو السباط المهدب (الاسم العلمي: Cenchrus ciliaris) نوع نباتي ينتمي إلى جنس السبط من الفصيلة النجيلية. تستسيغه الإبل.

## البيئة والانتشار
يتواجد في بادية الشام والجزيرة العربية.

## الأسماء الشائعة
سبط مهدب، سباط مهدب، حشيشة البفل، لبيد، أبيد، غرز خشن، دراب، سنكروس سيليريس، صبط.